# Hrîțiivka, Sribne
Hrîțiivka (în ucraineană Гриціївка) este localitatea de reședință a comunei Hrîțiivka din raionul Sribne, regiunea Cernihiv, Ucraina.

## Demografie
Componența lingvistică a localității Hrîțiivka
     Ucraineană (97,99%)
     Rusă (2,01%)
Conform recensământului din 2001, majoritatea populației localității Hrîțiivka era vorbitoare de ucraineană (97,99%), existând în minoritate și vorbitori de rusă (2,01%).